# Gran Angular (colección)
Gran Angular es una colección de literatura juvenil dirigida a jóvenes de entre 14 y 18 años publicada por Ediciones SM. Se creó en 1978 y, con el tiempo, se ha convertido en un referente de la literatura juvenil en España. En esta colección también se publican los libros galardonados con el Premio Gran Angular, convocado anualmente por la Fundación SM.
Gran Angular se publica también en catalán (por la editorial Cruïlla) y en castellano en México. 

## Autores
En la colección Gran Angular han publicado algunos de los autores españoles y extranjeros de literatura juvenil más destacados como Agustín Fernández Paz, Carlo Frabetti, Laura Gallego García, Patricia García-Rojo, María Gripe, Rindert Kromhout, Fernando Lalana, David Lozano, César Mallorquí, María Menéndez-Ponte, Gonzalo Moure, Care Santos, Jordi Sierra i Fabra, Edward van de Vendel, entre otros. 
En los más de 30 años que han transcurrido desde que comenzó la colección, se han publicado más de 8 millones de ejemplares. Los títulos más vendidos son Campos de Fresas, de Jordi Sierra i Fabra, del que se han vendido cerca de 400.000 ejemplares y Los escarabajos vuelan al atardecer, de María Gripe, con más de medio millón de ejemplares vendidos.